# Polícia Nacional do Haiti

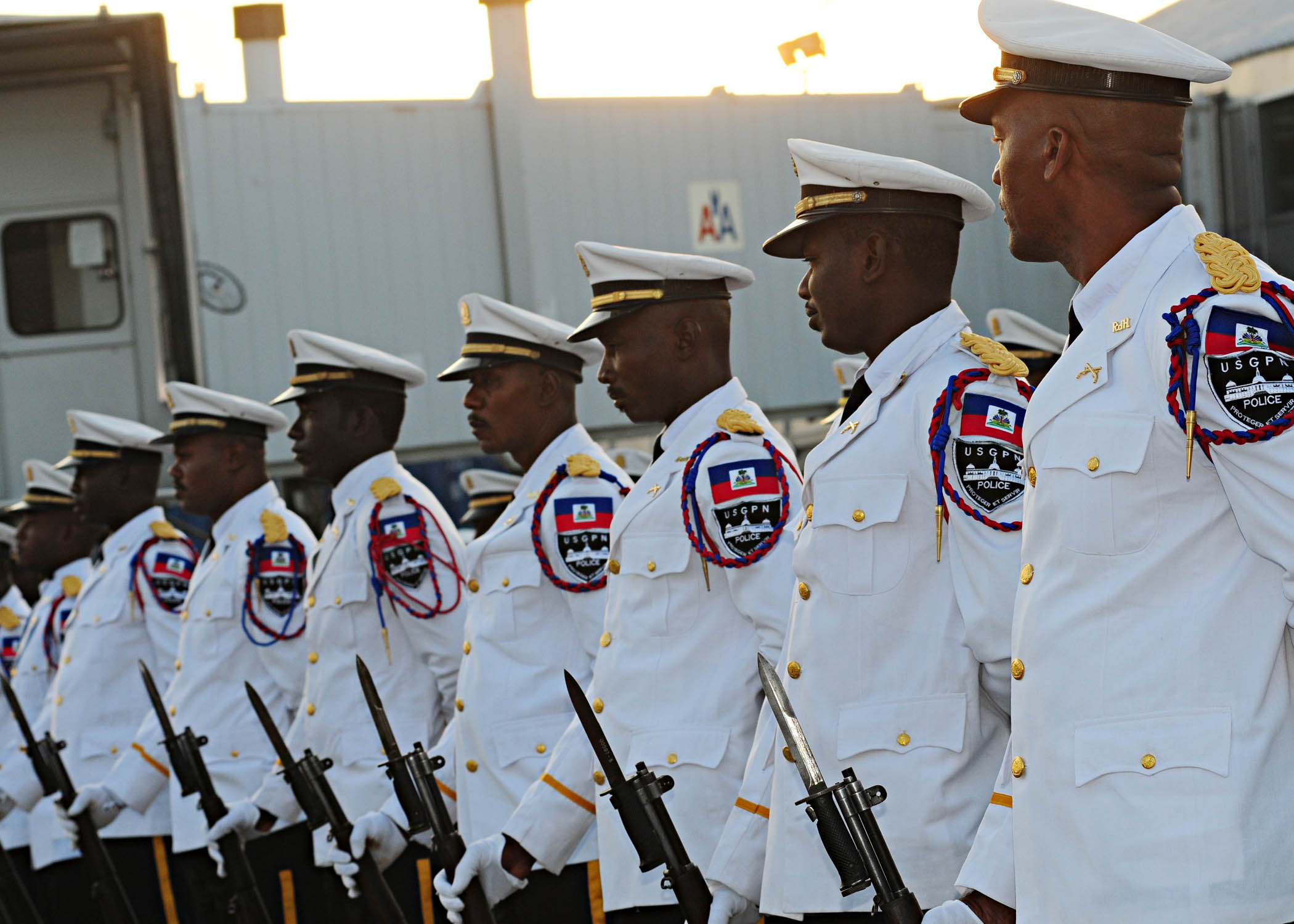
Unidade de Segurança do Palácio da Polícia Nacional Haitiana no aeroporto de Porto Príncipe, 2010.

A Polícia Nacional do Haiti (em francês:  Police Nationale d'Haïti - PNdH) é a força de defesa e segurança pública do Haiti.
Criada em 1995 e atualmente composta por cerca de nove mil pessoas, é responsável por manter a paz e a segurança pública sob controlo, de acordo com a constituição, dado que o Haiti atualmente não possui forças armadas.
A Polícia Nacional é composta por várias unidades diferentes, para conseguir dar conta dos vários desafios a nível nacional. Muitas destas unidades são especializadas em resolver crimes ou problemas específicos, incluindo sequestros, trafico de drogas, crime organizado, entre outros. Possui também uma guarda costeira e unidades paramilitares de controle de distúrbios.